# Bridget Heal
Bridget Heal ist eine britische Historikerin.

## Leben
Sie erwarb an der University of Cambridge (1992–1995) den Master of Arts in Geschichte, am Courtauld Institute of Art den Master of Arts (1995–1996) in Kunstgeschichte und den Doctor of Philosophy (1996–2000). Sie lehrt an der University of St Andrews (seit 2018 Professorin, seit 2002 Senior Lecturer).
Ihre Forschung konzentriert sich auf die langfristigen Auswirkungen der protestantischen und katholischen Reformationen auf die deutsche Gesellschaft und Kultur.

## Schriften (Auswahl)
- The cult of the Virgin Mary in early Modern Germany. Protestant and catholic piety, 1500–1648. Cambridge 2007, ISBN 0-521-87103-4.
- mit Ole Peter Grell (Hrsg.): The impact of the European Reformation. Princes, clergy and people. Aldershot 2010, ISBN 978-0-7546-6212-9.
- A magnificent faith. Art and identity in Lutheran Germany. Cambridge 2017, ISBN 978-0-19-873757-5.
- mit Joseph Leo Koerner (Hrsg.): Art and religious reform in early modern Europe. Oxford 2018, ISBN 978-1-119-42247-1.